# رودلف هوبنر
رودلف هوبنر (بالتشيكية: Rudolf Hübner)‏ هو منافس ألعاب قوى تشيكي، ولد في 20 مايو 1944 في براغ في التشيك.

## وصلات خارجية
- رودلف هوبنر على موقع أوليمبيديا (الإنجليزية)
- رودلف هوبنر على موقع اللجنة الأولمبية التشيكية (التشيكية)